# 圣潘代莱蒙修道院
圣潘代莱蒙修道院 （俄語：Пантелеймонов, Aghios Panteleimon），是希腊北部阿索斯山一个东正教修道院，位于圣山半岛西南侧。该修道院与俄罗斯正教会确实有历史和礼仪联系，但是由君士坦丁堡普世牧首区直接管辖，所有修士都拥有希腊国籍。该修道院在阿索斯山修道院中排名第19名。它是半岛上最大的修道院，建筑高低错落，有许多个穹顶。

## 历史
该修道院由来自基辅罗斯的几位修士创立于11世纪。1169年成为独立修道院。修道院在16世纪和17世纪蓬勃发展，因得到莫斯科沙皇的大力赞助。但它在18世纪急剧下降，到1730年只剩下2名俄国修士和2名保加利亚修士。俄罗斯修士在1895年超过1000人，到1913年超过2000人。1913年，该修道院的俄国修士进行激烈的神学争论，导致了沙俄干预，辩论中失败的一方约800名修士被驱逐。

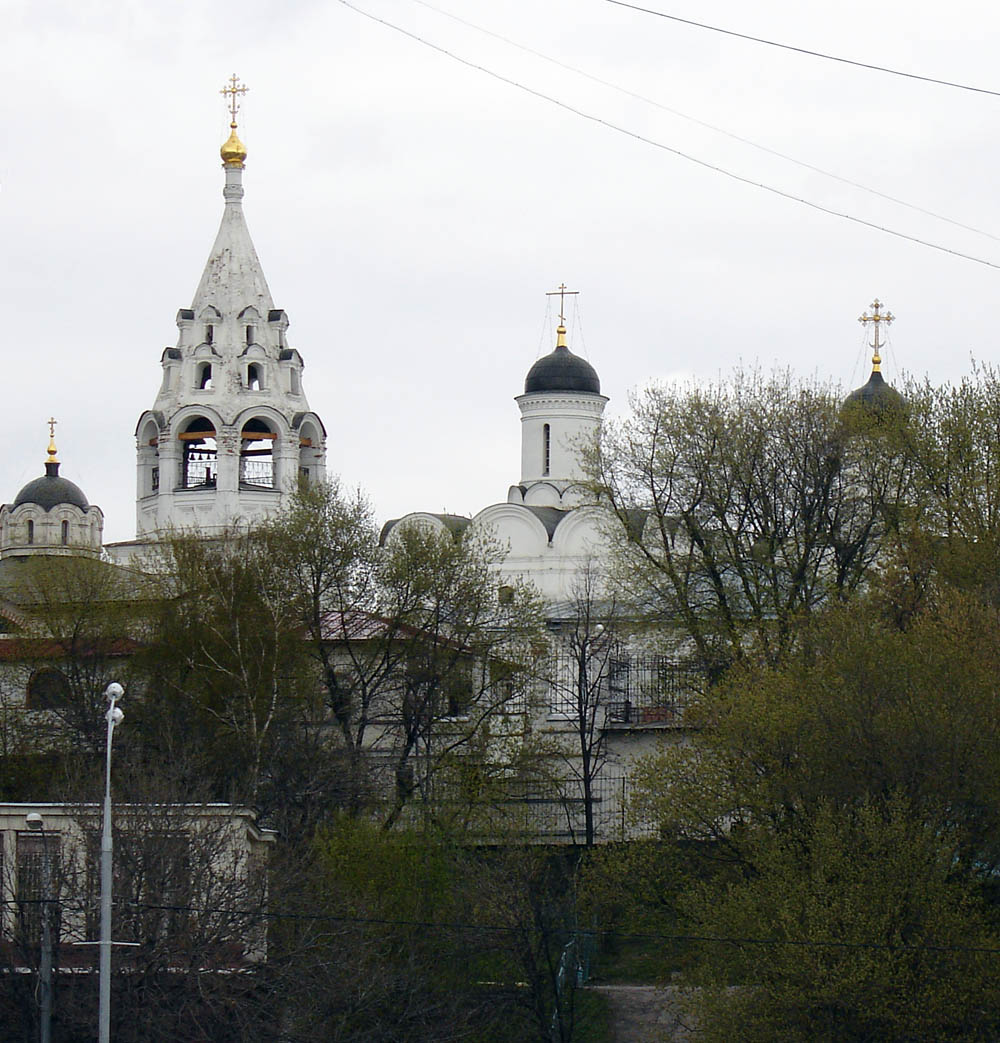

第一次世界大战以后，来自俄罗斯朝圣者和修士受到严格限制，到1970年代初俄国修士只有13人。1991年苏联解体后，希腊放宽了限制政策，该修道院经历了复兴。到2016年5月，大约有70名俄罗斯和乌克兰修士。2005年9月9日第一位俄罗斯领导人普京参观修道院。
该修道院曾多次被大火烧毁，最有名的是1307年，和1968年。